# Kakching (Distrikt)
Der Distrikt Kakching ist ein Distrikt im indischen Bundesstaat Manipur. Sitz der Verwaltung ist die namensgebende Stadt Kakching.

## Geografie
Der Distrikt Kakching liegt in der Mitte Manipurs. Nachbardistrikte sind Thoubal im  Norden, Tengnoupal im Osten, Chandel im Osten und Süden, Bishnupur im Westen sowie Imphal West im Nordwesten. Die Fläche des Distrikts Kakching beträgt 304 Quadratkilometer. Die wichtigsten Flüsse sind der Manipur (auch Kathe Khyoung genannt), der Sekmai und der Chakpi.

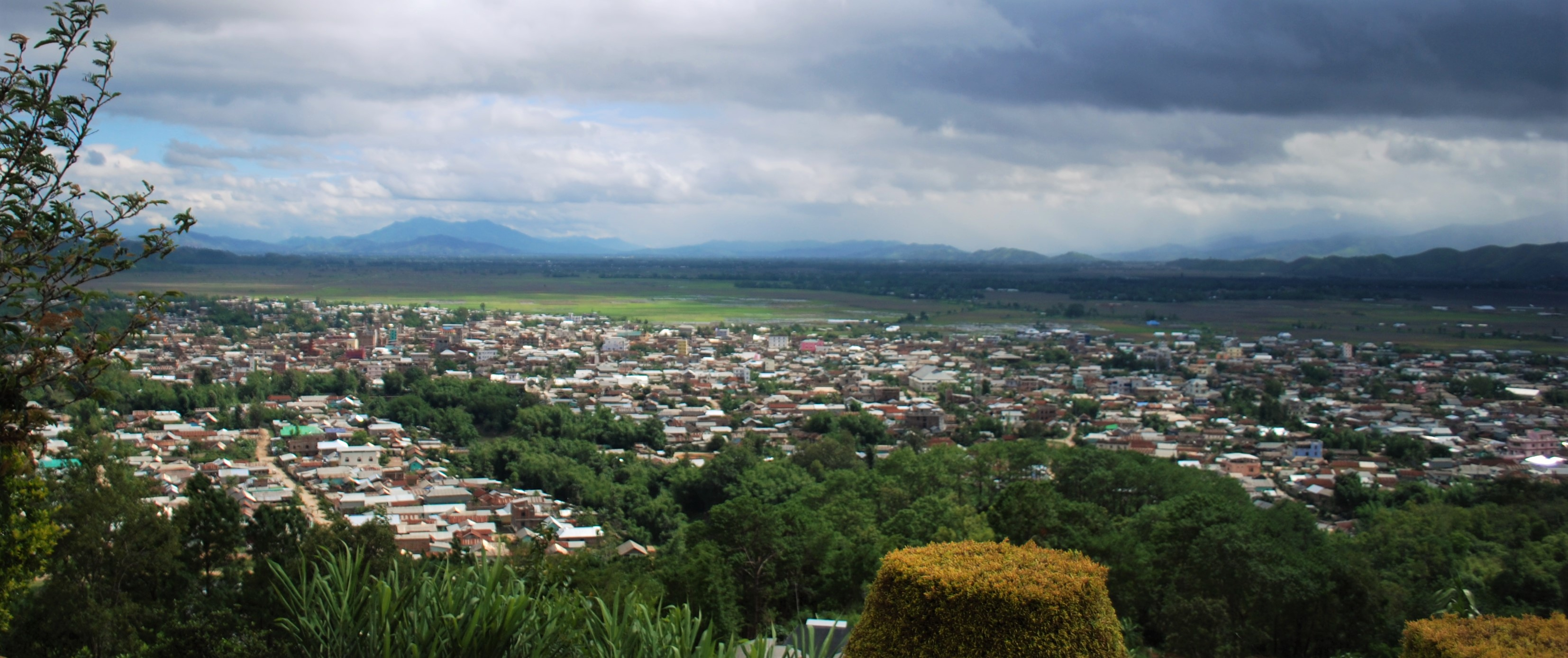
Blick auf Kakching

## Geschichte
Im Mittelalter war der Distrikt Teil eines Meitei-Königreichs. Im späten 19. Jahrhundert eroberten die Briten das Gebiet und das Gebiet wurde Teil von Manipur innerhalb Bengalens. Im Zweiten Weltkrieg lag er nahe der Front zwischen Briten und Japanern. Nach der indischen Unabhängigkeit vollzog Manipur 1949 den Anschluss an Indien. Bis zum 9. Dezember 2016 gehörte er als Subdivision Kakching zum Distrikt Thoubal. Seither ist er in den heutigen Grenzen ein unabhängiger Distrikt.

## Bevölkerung

### Übersicht
Nach der Volkszählung 2011 hat der Distrikt Kakching (damals Subdivision Kakching innerhalb des Distrikts Thoubal) 135.481 Einwohner. Bei 446 Einwohnern pro Quadratkilometer ist der Distrikt dicht besiedelt. Der Distrikt ist dennoch ländlich geprägt. Es gibt nur drei Städte.

### Bevölkerungsentwicklung
Der Distrikt war bis zur Volkszählung 1991 Teil der Subdivision Thoubal. Die Bevölkerung hat im Distrikt in den letzten Jahrzehnten stark zugenommen. Das Wachstum betrug in den zehn Jahren zwischen 2001 und 2011 13,99 % oder rund 16.600 Personen.

### Bedeutende Orte
Insgesamt gibt es im Distrikt nur drei Orte, die als Städte (towns und census towns) gelten. Dennoch ist der Anteil der städtischen Bevölkerung im Distrikt eher hoch. Denn 48.649 der 135.481 Einwohner oder 35,91 % leben in städtischen Gebieten. Die drei Städte sind:

### Volksgruppen
In Indien teilt man die Bevölkerung in die drei Kategorien general population, scheduled castes und scheduled tribes ein. Die scheduled castes (anerkannte Kasten) mit (2011) 39.351 Menschen (29,05 Prozent der Bevölkerung) werden heutzutage Dalit genannt (früher auch abschätzig Unberührbare betitelt). Die scheduled tribes sind die anerkannten Stammesgemeinschaften mit (2011) 1.154 Menschen (0,85 Prozent der Bevölkerung), die sich selber als Adivasi bezeichnen. Zu ihnen gehören in Manipur 33 Volksgruppen. Aufgrund der Sprache (Zahlen für die Volksgruppen sind nur bis Distriktshöhe veröffentlicht) sind die Kabui, Maring und Mizo die wichtigsten Gruppen innerhalb des heutigen Distrikts.

### Bevölkerung des Distrikts nach Sprachen
Die Bevölkerung des Distrikts Kakching ist sprachlich sehr einheitlich. Denn 130.836 Personen oder 96,57 % der Distriktsbevölkerung sprechen Meitei (Manipuri). Kleine Minderheiten sind Zuwanderergruppen, die Nepali (1584 Personen oder 1,17 % der Distriktsbevölkerung) oder Bengali (1122 Personen oder 0,83 % der Distriktsbevölkerung) sprechen.

### Bevölkerung des Distrikts nach Bekenntnissen
Die Bevölkerung ist religiös durchmischt. Eine klare Mehrheit bildet die Anhängerschaft des Hinduismus. Doch gibt es eine starke Minderheit von Anhängern der Ethnischen Religionen  und eine bedeutende muslimische Minderheit. Christen sind nur eine kleine Minderheit. Die genaue religiöse Zusammensetzung der Bevölkerung zeigt folgende Tabelle:
| Jahr                                   | Buddhisten | Buddhisten | Christen | Christen | Hindus  | Hindus | Jainas | Jainas | Muslime | Muslime | Sikhs | Sikhs | Andere | Andere | keine Angaben | keine Angaben | Total   | Total    |
| Jahr                                   | Zahl       | %          | Zahl     | %        | Zahl    | %      | Zahl   | %      | Zahl    | %       | Zahl  | %     | Zahl   | %      | Zahl          | %             | Zahl    | %        |
| -------------------------------------- | ---------- | ---------- | -------- | -------- | ------- | ------ | ------ | ------ | ------- | ------- | ----- | ----- | ------ | ------ | ------------- | ------------- | ------- | -------- |
| 2011                                   | 62         | 0,05       | 2374     | 1,75     | 100.858 | 74,44  | 11     | 0,01   | 10.200  | 7,53    | 42    | 0,03  | 21.498 | 15,87  | 436           | 0,32          | 135.481 | 100,00 % |
| Quelle: Ergebnis der Volkszählung 2011 |            |            |          |          |         |        |        |        |         |         |       |       |        |        |               |               |         |          |

## Verwaltung
Der Distrikt ist in die zwei Verwaltungseinheiten (Circles) Kakching und Waikhong unterteilt.